# Emmanuel Issoze-Ngondet
Franck Emmanuel Issoze-Ngondet (Makokou, 2 de abril de 1961-Libreville, 11 de junio de 2020) fue un diplomático y político gabonés que ocupó el cargo de primer ministro de Gabón desde septiembre de 2016 hasta enero de 2019.
En su carrera diplomática, Issoze-Ngondet fue el representante permanente de Gabón en Naciones Unidas de agosto de 2008 a enero de 2009. Después fue miembro del Gobierno de Gabón como ministro de Energía de enero a junio de 2009 y brevemente ministro de Relaciones con el Parlamento en el mismo año. De nuevo fu nombrado como representante permanente en la ONU en noviembre de 2009. En marzo de 2010 ocupa el cargo de presidente del Consejo de Seguridad de las Naciones Unidas.
El 28 de febrero de 2012 fue nombrado ministro de Asuntos Exteriores. Después de que más de cuatro años en aquel puesto fue designado primer ministro el 28 de septiembre de 2016.

## Biografía
Nacido en Makokou, perteneció al grupo étnico bakota. Empezó a trabajar en el Ministerio de Asuntos Exteriores y Cooperación en 1988 en la División de Tratados y Convenciones Internacionales, hasta 1990. Después fue destinado a Yaundé como agregado cultural en la embajada de Gabón en Camerún de 1990 a 1991. A partir de 1991 y hasta 1997 ocupó puestos relevantes en las embajadas en Reino Unido, Canadá y Alemania.
Su primer nombramiento como embajador fue en Seúl, manteniéndose en Corea del Sur de 2000 a 2006; durante estos años estuvo acreditado además como embajador en Tailandia a principios de 2003 y en Filipinas a principios de 2004.
En junio de 2006, dejó Corea del Sur para ser destinado a Adís Abeba como embajador en Etiopía así como representante permanente para la Unión africana, las Naciones Unidas Comisión Económica para África y el Programa de las Naciones Unidas para el Medio Ambiente Además fue nombrado embajador en Kenia en agosto de 2007, aunque siguió residiendo en Adís Abeba.
Tras dos años como representante permanente para la Unión africana fue destinado a Nueva York como representante permanente en Naciones Unidas, presentando su credenciales al secretario general Ban Ki-moon el 25 de agosto de 2008. Solo permaneció unos meses en el cargo ya que el 14 de enero de 2009 fue nombrado ministro de Energía, Recursos Hidráulicos y Energías Renovables. Tras la muerte del presidente Omar Bongo el 8 de junio de 2009 y el consecuente cambio de Gobierno, Issoze-Ngondet fue nombrado ministro de Relaciones con el Parlamento y las Instituciones Constitucionales el 19 de junio de 2009; aun así, dimitió del gobierno un mes más tarde, el 22 de julio de 2009.
En las elecciones presidenciales de 2009 fue el coordinador de campaña de Ali Bongo en al provincia de Ogooué-Ivindo. Después de la victoria de Bongo, Issoze-Ngondet volvió a ser designado representante permanente en la ONU el 5 de noviembre de 2009.
Abandonó definitivamente la ONU el 29 de febrero de 2012 al ser nombrado ministro de Asuntos Exteriores, reemplazando a Paul Toungui, el 28 de febrero de 2012. Tras las disputadas elecciones de 2016, el presidente reelecto Bongo designó a Issoze-Ngondet como primer ministro el 28 de septiembre de 2016. Tomó posesión el 29 de septiembre de 2016, sucediendo a Daniel Ona Ondo.
El nuevo Gobierno de Issoze Ngondet fue nombrado el 2 de octubre de 2016. A pesar de las declaraciones de Bongo a favor de nombrar un gobierno inclusivo apenas había representantes de la oposición salvo la presencia de Bruno Ben Moubamba, tercero en las elecciones, como vice primer ministro. Pero no hubo ningún representante del segundo en las elecciones, Jean Ping, que quedó a un solo punto porcentual de Bongo.
Issoze Ngondet participó en el 2017 en el diálogo político nacional como represente de la mayoría de gobierno y actuó como uno del dos copresidentes por la mayoría, junto con Faustin Boukoubi.

### Fallecimiento
El 21 de mayo de 2020 fue ingresado en un hospital de Libreville debido a una crisis asmática. Falleció días más tarde, el 11 de junio, a los cincuenta y nueve años en el mismo hospital, a causa de las complicaciones derivadas de la crisis asmática.

## Vida personal y otras actividades
Issoze-Ngondet estaba casado y tenía cinco hijos. Ha escrito una novela en francés, Un asceta en el Tribunal (Un Ascète dans la cour), publicada por L'Harmattan el 14 de febrero de 2007. Como diplomático,  hablaba inglés además de francés.